# Kyle Rau
Kyle Rau, född 24 oktober 1992, är en amerikansk professionell ishockeyspelare som är kontrakterad till NHL-organisationen Florida Panthers och spelar för deras primära samarbetspartner Portland Pirates i American Hockey League (AHL). Han har tidigare spelat på lägre nivåer för San Antonio Rampage i AHL, Minnesota Golden Gophers (University of Minnesota) i National Collegiate Athletic Association (NCAA) och Sioux Falls Stampede i United States Hockey League (USHL).
Rau draftades i tredje rundan i 2011 års draft av Florida Panthers som 91:a spelare totalt.
Han är yngre bror till ishockeyspelaren Chad Rau som spelar för den finska ishockeyklubben SaiPa i Liiga.

## Statistik
| 2009–2010   | Eden Prairie High        |             | 25  | 38 | 39 | 77  | 12 | 3  | 2 | 2 | 4  | 0 |
| 2010–2011   | Team Southwest           |             | 19  | 16 | 7  | 23  | 14 | 3  | 0 | 0 | 0  | 0 |
|             | Sioux Falls Stampede     | USHL        | 11  | 4  | 6  | 10  | 15 | 10 | 7 | 5 | 12 | 4 |
|             | Eden Prairie High        |             | 25  | 33 | 36 | 69  | 8  | 6  | 8 | 4 | 12 | 2 |
| 2011–2012   | Minnesota Golden Gophers | NCAA        | 40  | 18 | 25 | 43  | 29 | —  | — | — | —  | — |
| 2012–2013   | Minnesota Golden Gophers | NCAA        | 40  | 15 | 25 | 40  | 22 | —  | — | — | —  | — |
| 2013–2014   | Minnesota Golden Gophers | NCAA        | 41  | 14 | 26 | 40  | 16 | —  | — | — | —  | — |
| 2014–2015   | Minnesota Golden Gophers | NCAA        | 39  | 20 | 21 | 41  | 18 | —  | — | — | —  | — |
|             | San Antonio Rampage      | AHL         | 7   | 2  | 1  | 3   | 0  | 1  | 0 | 0 | 0  | 2 |
| 2015–2016   | Florida Panthers         | NHL         | 2   | 0  | 0  | 0   | 2  | —  | — | — | —  | — |
|             | Portland Pirates         | AHL         | 48  | 17 | 10 | 27  | 16 | —  | — | — | —  | — |
| NHL totalt  | NHL totalt               | NHL totalt  | 2   | 0  | 0  | 0   | 2  | —  | — | — | —  | — |
| AHL totalt  | AHL totalt               | AHL totalt  | 55  | 19 | 11 | 30  | 16 | 1  | 0 | 0 | 0  | 2 |
| NCAA totalt | NCAA totalt              | NCAA totalt | 160 | 67 | 97 | 164 | 85 | —  | — | — | —  | — |
| USHL totalt | USHL totalt              | USHL totalt | 11  | 4  | 6  | 10  | 15 | 10 | 7 | 5 | 12 | 4 |